# Afyon Belediye Gençlik ve Spor Kulübü
L'Afyon Belediye Gençlik ve Spor Kulübü è una società polisportiva turca, con sede ad Afyonkarahisar.
La polisportiva è attiva nei seguenti sport:
- pallacanestro, con una squadra maschile

La polisportiva era attiva anche nella pallavolo con una squadra maschile, dal 2016 indipendente rispetto alla polisportiva.

## Denominazioni precedenti
- 2013-2015: Afyonkarahisar Belediye Gençlik ve Spor Kulübü